# Annona dunalii
Annona dunalii är en kirimojaväxtart som beskrevs av Nathaniel Wallich. Annona dunalii ingår i släktet annonor, och familjen kirimojaväxter. Inga underarter finns listade i Catalogue of Life.